# L'Autoroute de l'enfer
Pour les articles homonymes, voir Bienvenue en enfer et Highway to Hell (homonymie).
Pour plus de détails, voir Fiche technique et Distribution.
L'Autoroute de l'enfer (Highway to Hell) est une comédie d'horreur américaine réalisée par Ate de Jong, sortie en 1992.

## Synopsis
Un couple de jeunes mariés fait route vers Las Vegas, quand la jeune épouse est capturée par un zombie venu de l'enfer. Son mari décide de partir la récupérer coûte que coûte…

## Fiche technique
- Titre français : L'Autoroute de l'enfer ou Bienvenue en enfer[1]
- Titre original : Highway to Hell
- Réalisation : Ate de Jong
- Scénario : Brian Helgeland
- Production : John Byers, Mary Ann Page, Brian Helgeland, Daniel Rogosin, Dennis Stuart Murphy, Barry Rosen
- Musique : Hidden Faces
- Photographie : Robin Vidgeon
- Montage : Todd C. Ramsay, Randy C. Thornton
- Direction artistique : Philip Dean Foreman
- Costumes : Florence Kemper
- Pays d'origine : États-Unis
- Langue : anglais
- Genre : Comédie horrifique
- Durée : 94 minutes
- Dates de sortie : 
  - Australie : 21 novembre 1991
  - États-Unis : 13 mars 1992
  - France : janvier 1992[1]
  - Pays-Bas : 19 juin 1992

## Distribution
- Chad Lowe : Charlie Sykes
- Kristy Swanson : Rachel Clark
- C.J. Graham : le sergent Bedlam, policier de l'enfer
- Patrick Bergin : Beezle
- Jarrett Lennon : Adam
- Adam Storke : Royce
- Pamela Gidley : Clara
- Richard Farnsworth : Sam
- Lita Ford : l'autostoppeuse
- Anne Meara : Medea, serveuse au Pluto's
- Jerry Stiller : le policier au Pluto's
- Ben Stiller : le cuisinier du Pluto's / Attila le Hun
- Amy Stiller : Cléopâtre
- Gilbert Gottfried : Hitler
- Kevin Peter Hall : Charon

## Distinctions

### Nominations
- Saturn Award 1993 : 
  - Meilleur maquillage (Steve Johnson)